# أولاد طاهر (المناصير)
أولاد طاهر هو دُوَّار يقع بجماعة سيدي إسحاق، إقليم الصويرة، جهة مراكش آسفي في المملكة المغربية. ينتمي الدوّار لمشيخة المناصير التي تضم 7 دواوير. يقدر عدد سكانه بـ 1348 نسمة حسب الإحصاء الرسمي للسكان والسكنى لسنة 2004.

## روابط خارجية
- البوابة الوطنية للجماعات الترابية
- المندوبية السامية للتخطيط